# Helius tienmuanus
Helius tienmuanus är en tvåvingeart som beskrevs av Alexander 1940. Helius tienmuanus ingår i släktet Helius och familjen småharkrankar. Inga underarter finns listade i Catalogue of Life.